# Cape Coast
Cape Coast, abans Cabo Corso i Cape Corse, és una ciutat i port pesquer, i la capital del Districte Metropolità de Cape Coast i de la Regió Central de Ghana del sud. Cape Coast està situada al sud del país, al golf de Guinea. La ciutat té una població de 169.894 persones (2010 cens). Del segle xvi fins a la independència de Ghana, la ciutat i el port pesquer van canviar mans entre el britànic, portuguesos, suecs, danesos i holandesos.

## Història
Cape Coast va ser fundada pels Oguaa. Els portuguesos més tard van arribar a la zona i van construir el castell de Cabo Corso; la població de Cabo Corso va créixer al voltant del Fort de Cabo Corso, ara un Lloc qualificat de Patrimoni Mundial. Va ser convertit en un castell pels holandesos el 1650, li seguidament expandit pel suecs el 1652; fou capturat pels britànics el 1664.
El comerç era un important motivador en la creació de fortaleses i poblaments a la zona de Cabo Corso o Cape Corse (després Cape Coast). Els diversos països europeus que van anar al que és ara la costa de Ghana van crear relacions interpersonals amb els pobles indígenes com a mètode d'assegurar un benefici econòmic a llarg terme. Malauradament, l'adquisició d'or, esclaus, mel, i molts altres béns africans que van formar la base del Comerç Triangular va anar en perjudici cada cop més dels habitants de Cape Coast.
Els britànics basaven les seves operacions de la Costa d'Or en Cape Corse o Cape Coast fins que van ser expulsats a causa de la forta oposició al "impost de finestra" el 1877. Accra va esdevenir un estat. Cape Coast era també on la majoria dels esclaus van ser mantinguts abans del seu viatge.

## Geografia

### Topografia
L'àrea és dominada per roques batòlites i és generalment ondulada amb pendents costeruts. Hi ha valls de diversos corrents entre els turons, amb Kakum com el corrent més gran.
Els corrents acaben en zones humides la més gran de les quals és el Fosu Lagoon a Bakano. En la part del nord del districte, tanmateix, el paisatge és adequat pel cultiu de diverses collites.

### Clima
Temperatura
Cape Coast és una àrea humida amb humitat relativa mensual variant entre 85% i 99%. La brisa de mar té un efecte de moderar en el clima local.

## Atraccions
El cranc és la mascota de la ciutat i una estàtua d'un cranc està en el centre de ciutat. Fort William, construït el 1820, fou un actiu far de 1835 a la meitat dels anys 1970, mentre Fort Victoria va ser construït el 1702.
Altres atraccions inclouen una sèrie de capelles Asafo, Centre de Cape Coast per la Cultura Nacional, el festival de collita Oguaa Fetu Afahye, i després de 1992, el biennal Panafest festival de teatre. La ciutat és localitzada 30 sud de km del Parc Nacional de Kakum, un del més divers i més parcs nacionals conservats a l'Àfrica de l'oest. Cape Coast també presumeix de ser la primera ubicació on el futbol va ser jugat dins Ghana i l'Ebusua Dwarfs FC és el club més estimat dels habitants.
Es creu que Michelle Obama, Primera Dama dels Estats Units, considera Cape Coast com la seva casa ancestral, i l'11 de juliol de 2009, va agafar la resta de la família per anar de viatge al Castell de Cape Coast com a part del viatge del seu marit a la ciutat.

## Educació

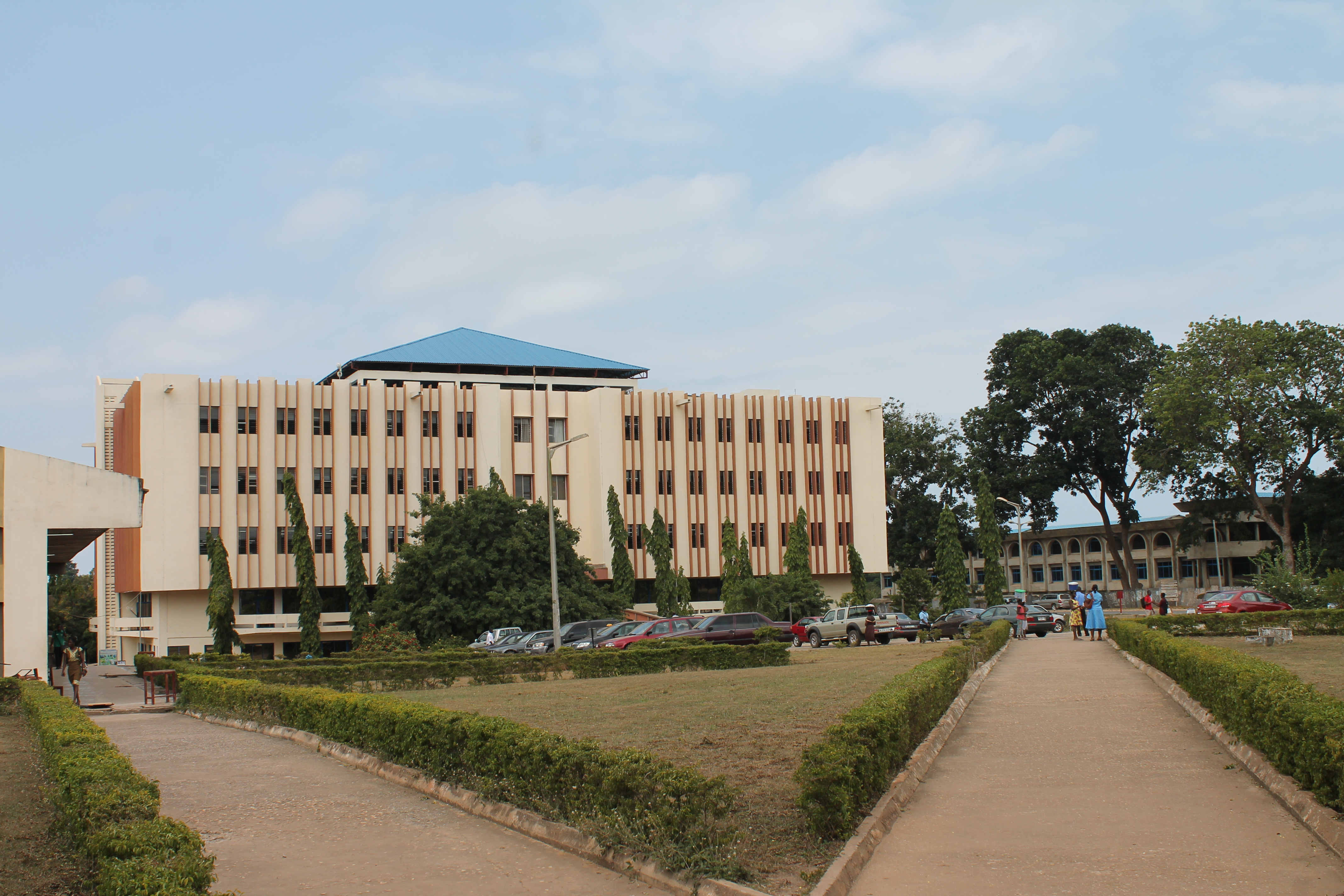
Complex Universitari i Biblioteca de Cape Coast

Cape Coast és la seu de la Universitat de Cape Coast (UCC), la universitat davantera de Ghana en ensenyament i recerca. Cap Vars, com és anomenada popularment, es troba en un turó que mira cap a l'Oceà Atlàntic. Té també una de les millors Politècniques, el Cape Coast Polytechnic (C-POLY). La ciutat també presumeix d'algunes de les escoles secundàries i tècniques més bones de Ghana

## Ciutats agermanades
Llista de ciutats de germana de Cape Coast:	 		
| Germany       | Alemanya     |                        | Bonn        |          | Renània del Nord-Westphalia | 2012 |
| United States | Estats Units |                        | Buffalo, NY |          | Nova York                   |      |
| United States | Estats Units | Hanover ParK, Illinois |             | Illinois |                             |      |